# Lelaps albipes
Lelaps albipes är en stekelart som beskrevs av Peter Cameron 1884.
Lelaps albipes ingår i släktet Lelaps och familjen puppglanssteklar. Artens utbredningsområde är Panama. Inga underarter finns listade i Catalogue of Life.